# Le Marais-la-Chapelle
Le Marais-la-Chapelle (Ausspracheⓘ) ist eine französische Gemeinde mit 95 Einwohnern (Stand: 1. Januar 2022) im Département Calvados in der Region Normandie. Sie gehört zum Arrondissement Caen und zum Kanton Falaise.

## Geografie
Le Marais-la-Chapelle liegt rund 14 km östlich von Caen. Umgeben wird die Gemeinde von Norrey-en-Auge im Norden, Montreuil-la-Cambe im Osten, Fontaine-les-Bassets im Südosten, Ommoy im Süden sowie Crocy in südwestlicher, westlicher und nordwestlicher Richtung.

## Bevölkerungsentwicklung
| Jahr                             | 1793 | 1836 | 1876 | 1926 | 1946 | 1968 | 1990 | 2016 |
| Einwohner                        | 167  | 292  | 180  | 136  | 105  | 97   | 77   | 108  |
| Quelle: Cassini, EHESS und INSEE |      |      |      |      |      |      |      |      |

## Sehenswürdigkeiten

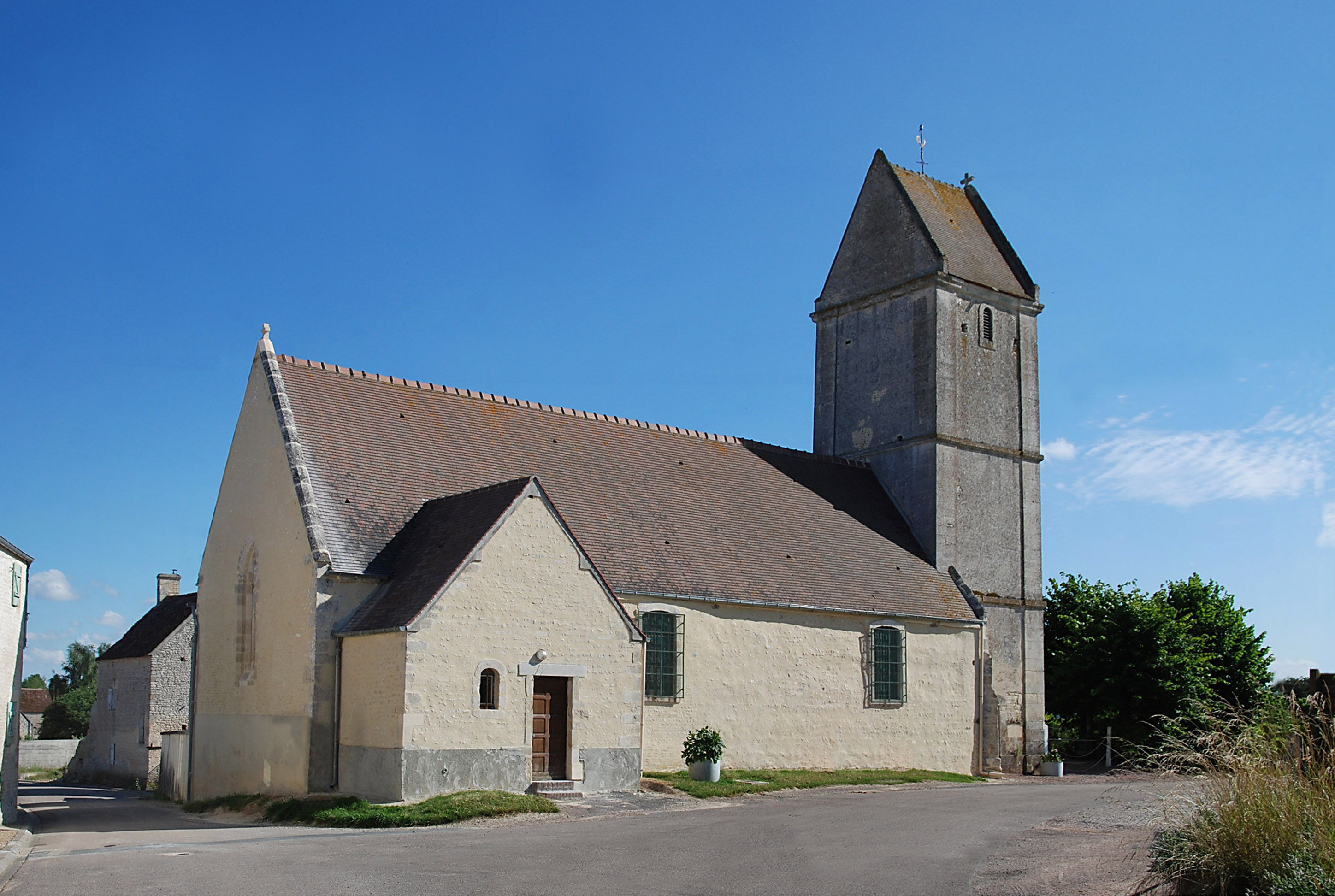
Kirche Saint-Germain

- Pfarrkirche Saint-Germain aus dem 15. Jahrhundert
- Reste der Kirche Sainte-Madeleine, 1944 zerstört
- Mehrere Gebäude aus dem 18./19. Jahrhundert
- Römerstraße